# Ralph Batchelor
Frank Ralph Batchelor (1931 – 24 maggio 2021) è stato un biochimico e dirigente d'azienda britannico.
Ottenne un posto di ricerca presso i Beecham Research Laboratories, a Betchworth nel 1956. Durante il suo primo anno in azienda, fu mandato a lavorare presso l'Istituto Superiore di Sanità di Roma, sotto il professor Ernst Chain.
Insieme a Peter Doyle, George Rolinson e John Nayler, ha fatto parte del team di Betchworth che ha scoperto e sintetizzato nuove penicilline. Una Targa blu della Royal Society of Chemistry segna questa scoperta.
Nel 1970 gli è stata assegnata una posizione manageriale. Dal 1978 è stato Direttore della Beecham Pharmaceuticals, ritirandosi nel 1989.
Ha ricevuto la Medaglia Addingham dalla città di Leeds nel 1966 e la Medaglia Mullard della Royal Society nel 1971 con altri, in riconoscimento del loro contributi allo sviluppo delle penicilline semisintetiche.
Il suo taccuino, inclusi i primi cromatogrammi che mostrano la presenza di 6-APA, sono nella collezione del Science Museum di Londra.

## Opere notevoli
- F. R. Batchelor, F. P. Doyle, J. H. C. Nayler e G. N. Rolinson, Synthesis of Penicillin: 6-Aminopenicillanic Acid in Penicillin Fermentations [Sintesi della penicillina: acido 6-aminopenicillanico nelle fermentazioni della penicillina] (abstract), in Nature, vol. 183, 1959,  pp. 257-258.